# クラッシュ・バンディクー アドバンス2 ぐるぐるさいみん大パニック!?
『クラッシュ・バンディクー アドバンス2 ぐるぐるさいみん大パニック!?』（クラッシュ・バンディクー アドバンスツー ぐるぐるさいみんだいパニック!?）は、 コナミ（現・コナミデジタルエンタテインメント）が2003年12月4日に発売したアクションゲーム。

## 概要
クラッシュ・バンディクーシリーズの1つ。2002年に発売された『クラッシュ・バンディクー アドバンス』に次ぐ、クラッシュ・バンディクーの携帯ゲーム機用シリーズ第2弾。『アドバンス』の純粋な続編として作られており、一部を除き前作とほぼ同じゲームスタイル。
アクションステージをクリアしていき「パワーストーン」を集める形式はそのままだが、ストーリーは過去の作品に比べ少しアレンジされており、シリーズに共通していた悪の科学者コルテックスは登場せず、その部下であるエヌ・トロピーが黒幕となっている。
当初タイトルは『クラッシュ・バンディクー アドバンス2 敵になったクラッシュ達!?』となる予定だったが変更された。

## ストーリー
世界征服を企む悪の精霊・ウカウカの部下で、時間を操ることができるエヌ・トロピーは前作のコルテックスの失敗により、自分に世界征服を行うように指示された。世界征服の計画のアイデアを練るため、「タイム・ネジネジマシーン」と呼ばれる機械で未来を覗いてみると、そこには宿敵クラッシュ達を従えている自分の姿が。これをきっかけに、クラッシュ達を洗脳し仲間にしてしまえば世界征服が可能になると考えたエヌ・トロピーは、手下である催眠術師・エヌ・トランスを呼び出し、クラッシュとその仲間達を洗脳する計画を企てる。

## キャラクター
クラッシュ・バンディクー
今作の主人公。今回の話はクラッシュ達が催眠術をかけられて悪の手先になるというものだが、クラッシュだけはどうにか難を逃れる。ココ・バンティクーとクランチ・バンティクーと一緒にタイムネジネジマシーンに吸い込まれエヌ・トランスの催眠術にかかるはずだったがニセクラッシュが代わりに吸い込まれ唯一タイムネジネジマシーンに吸い込まれなかった。黒幕のエヌ・トロピーの野望を阻止するためにアクアクと共に謎の島へ乗り込んでいく。
アクアク
今作もクラッシュを守るサポーターとなる。ただし、一部のステージでは連れていけない。
オープニングでアクアクがクラッシュを守ったおかげで、クラッシュはウズウズに吸い込まれずに済んだ。
ココ・バンディクー
オープニングでいきなりウズウズに吸い込まれ、エヌ・トランスの催眠術にかけられてしまう。第二ワールドのボスとなって登場する。第二ワールドのボスとして倒した後に、催眠術が解ける。吸い込まれた際にニセクラッシュを見たと発言している。火の玉から逃げながら進む宇宙ステージに登場する。
クランチ・バンディクー
正義の味方としては今回初めて登場するクランチだが、結局催眠術をかけられ、再び悪のチームに。第一ワールドのボスとなって登場する。第一ワールドのボスとして倒した後に、催眠術が解ける。第一ワールド以外のCRカプセルの使ったステージに登場する。
ニセクラッシュ
隠れキャラとしてオマケ的な存在としか扱われて来なかったニセクラが、今回はストーリーに影響を与えている。第三ワールドのボスとなって登場する。第三ワールドのボスとして倒した後に、催眠術が解けて和解する。何故かクラッシュの代わりに吸い込まれてしまう。第四ワールドのボスを倒す手助けをする。(ただし、操作は出来ず、本人が壁で隔離された場所におり見えてないためか特定の場所に移動すると敵味方を問わず攻撃するため自分がそこに動かないようにが必要)
エヌ・トランス
オープニングで、いきなりエヌ・トロピーに呼び出される。エヌ・トロピーの指示で催眠術を掛ける。第四のボス。このボスを倒すとスタッフロールが流れる。口癖は「～ランス」。
ウカウカ
前作でしくじったコルテックスを見放したウカウカは、エヌ・トロピーにすがりつく。黒幕を操る。コルテックスとエヌ・トロピーを比較する発言をして物語が始まる。だがエンディングでエヌ・トロピーがクラッシュ達と一緒に写ってる写真に納得したのを見て呆れる。
エヌ・トロピー
今作の黒幕。今回は珍しくコルテックスが登場しない（通信対戦には出る）ため、黒幕として重要な地位に就いている。タイムネジネジマシーンの製作者でラスボスである。宿敵クラッシュたちを従えている自分の未来のをオープニングで見た後部下のエヌ・トランスにクラッシュ達に催眠術を掛けるように指示をする。
しかし、エヌ・トロピーが見た未来は、実際は倒された後クラッシュ達と一緒に写っている写真の光景だった。今作からエヌ・トロピーの英語交じりの喋り方はなくなった。